# كريس أديسون
كريس أديسون (بالإنجليزية: Chris Addison)‏ هو مخرج وممثل بريطاني، ولد في 5 نوفمبر 1971 في المملكة المتحدة.

## وصلات خارجية
- كريس أديسون على موقع IMDb (الإنجليزية)
- كريس أديسون على موقع ألو سيني (الفرنسية)
- كريس أديسون على موقع ميوزك برينز (الإنجليزية)
- كريس أديسون على موقع أول موفي (الإنجليزية)
- كريس أديسون على موقع قاعدة بيانات الأفلام السويدية (السويدية)
- كريس أديسون على موقع قاعدة بيانات الفيلم (الإنجليزية)
- كريس أديسون على موقع كينوبويسك (الروسية)